# Azymut astronomiczny

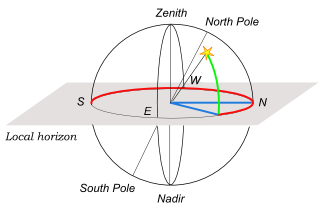
Układ współrzędnych horyzontalnych. Zielony kąt oznacza wysokość, czerwony kąt to azymut liczony od południa, niebieski kąt to azymut w konwencji liczenia od północy.

Azymut astronomiczny – odległość kątowa pomiędzy ustalonym kierunkiem a płaszczyzną wertykału przechodzącym przez dane ciało niebieskie.
W astronomii powszechnie mierzy się azymut od południa (S), zgodnie z kierunkiem ruchu wskazówek zegara. Jest to więc kąt dwuścienny między półpłaszczyzną południka niebieskiego a wertykałem przechodzącym przez dane ciało niebieskie. Jego wartości przeważnie wyraża się liczbami z przedziału od 0° do 360°, rzadziej od −180° do 180°. W innych dziedzinach, takich jak geografia i nawigacja, azymut jest liczony od północy i współcześnie również w astronomii coraz częściej stosuje się konwencję, według której azymut liczy się od punktu północy (N) w kierunku wschodnim (np. w astronomicznych programach komputerowych).
Azymut jest jedną ze współrzędnych w układzie współrzędnych horyzontalnych na sferze niebieskiej. Jest oznaczany symbolem {\displaystyle A}.